# Hajnova vila
Hajnova vila či vila Hajn je konstruktivistický či funkcionalistický rodinný dům typu vily nacházející se na Praze 9 ve Vysočanech. Byla postavena mezi roky 1932 až 1933 dle návrhu architekta Ladislava Žáka pro spoluzakladatele letecké firmy Avia Miroslava Hajna. Objekt je od roku 1958 památkově chráněn. V současnosti stále slouží k obytným účelům, její majitelé ji odkoupili od vdovy po Miroslavovi Hajnovi v roce 1964. Jednopatrová budova ve svažitém terénu má jednoduchou elegantní fasádu s velkými okny a plochou střechu. Výrazným prvkem je „kapitánský můstek“ na střeše, který si nechal Hajn vybudovat pro sledování vzletů letadel z nedalekého kbelského letiště.